# Вайнінг (Канзас)
Вайнінг (англ. Vining) — місто (англ. city) в США, в округах Клей і Вашингтон штату Канзас. Населення — 43 особи (2020).

## Географія
Вайнінг розташований за координатами 39°34′3″ пн. ш. 97°17′37″ зх. д. / 39.56750° пн. ш. 97.29361° зх. д. (39.567466, -97.293641).  За даними Бюро перепису населення США в 2010 році місто мало площу 0,58 км², уся площа — суходіл.

## Демографія
Згідно з переписом 2010 року, у місті мешкало 45 осіб у 24 домогосподарствах у складі 13 родин. Густота населення становила 78 осіб/км².  Було 27 помешкань (47/км²).
Расовий склад населення:
| - 100,0 % — білих |

До двох чи більше рас належало 0,0 %. Частка іспаномовних становила 0,0 % від усіх жителів.
За віковим діапазоном населення розподілялося таким чином: 20,0 % — особи молодші 18 років, 66,7 % — особи у віці 18—64 років, 13,3 % — особи у віці 65 років та старші. Медіана віку мешканця становила 41,5 року. На 100 осіб жіночої статі у місті припадало 136,8 чоловіків;  на 100 жінок у віці від 18 років та старших — 140,0 чоловіків також старших 18 років.
За межею бідності перебувало 8,9 % осіб, у тому числі 13,6 % дітей у віці до 18 років та 0,0 % осіб у віці 65 років та старших.
Цивільне працевлаштоване населення становило 16 осіб. Основні галузі зайнятості: виробництво — 37,5 %, освіта, охорона здоров'я та соціальна допомога — 25,0 %, сільське господарство, лісництво, риболовля — 18,8 %.